# Белмонт (округ)
Округ Белмонт (англ. Belmont County) располагается в штате Огайо, США. Официально образован 7 сентября 1801 года. По состоянию на 2010 год, численность населения составляла 70 400 человек.

## География
По данным Бюро переписи США, общая площадь округа равняется 1 401,891 км2, из которых 1 378,218 км2 суша и 23,673 км2 или 1,690 % это водоёмы.

## Население
По данным переписи населения 2000 года в округе проживает 70 226 жителей в составе 28 309 домашних хозяйств и 19 250 семей. Плотность населения составляет 50,00 человек на км2. На территории округа насчитывается 31 236 жилых строений, при плотности застройки около 22,00-х строений на км2. Расовый состав населения: белые — 94,98 %, афроамериканцы — 3,64 %, коренные американцы (индейцы) — 0,14 %, азиаты — 0,30 %, гавайцы — 0,02 %, представители других рас — 0,16 %, представители двух или более рас — 0,77 %. Испаноязычные составляли 0,39 % населения независимо от расы.
В составе 28,30 % из общего числа домашних хозяйств проживают дети в возрасте до 18 лет, 53,10 % домашних хозяйств представляют собой супружеские пары проживающие вместе, 11,20 % домашних хозяйств представляют собой одиноких женщин без супруга, 32,00 % домашних хозяйств не имеют отношения к семьям, 28,70 % домашних хозяйств состоят из одного человека, 15,10 % домашних хозяйств состоят из престарелых (65 лет и старше), проживающих в одиночестве. Средний размер домашнего хозяйства составляет 2,37 человека, и средний размер семьи 2,90 человека.
Возрастной состав округа: 21,80 % моложе 18 лет, 7,70 % от 18 до 24, 27,40 % от 25 до 44, 24,90 % от 45 до 64 и 24,90 % от 65 и старше. Средний возраст жителя округа 41 лет. На каждые 100 женщин приходится 96,40 мужчин. На каждые 100 женщин старше 18 лет приходится 93,60 мужчин.
Средний доход на домохозяйство в округе составлял 29 714 USD, на семью — 37 538 USD. Среднестатистический заработок мужчины был 31 211 USD против 19 890 USD для женщины. Доход на душу населения составлял 16 221 USD. Около 11,70 % семей и 14,60 % общего населения находились ниже черты бедности, в том числе — 20,40 % молодежи (тех, кому ещё не исполнилось 18 лет) и 9,80 % тех, кому было уже больше 65 лет.